# Tzadikim
Tzadik (hebreo: צדיק; plural: צדיקים, tzadikim) es un término hebreo utilizado para referirse a una persona justa y piadosa en el judaísmo rabínico. El tzadik se considera un modelo de rectitud y espiritualidad, quien vive de acuerdo con los preceptos de la Torá y tiene un profundo compromiso con la justicia y la virtud.

## Etimología
Proviene de las raíces Tzedek, que significa «justicia», y Tzedaká, que se traduce como «caridad». Así, una traducción aproximada al español de este término sería: «Justo en plenitud», siendo un homólogo del término occidental santo. El término arábigo saddiq posee una fonética y etimología similares, ambos asociados a una figura semejante para el Islam.

## Uso del concepto
Dijo el Rebe Najman de Breslav: "Oren por mí. Oren para que pueda recuperarme, y los llevaré por un nuevo camino, un camino que nunca antes ha existido. En verdad es un camino muy antiguo. Y aun así es completamente nuevo"
Tzadik, 264

Este término es empleado en el judaísmo respecto a un tipo especial de persona, cuya santidad se basa en la encarnación de la generosidad y la justicia. Un Tzadik es un hombre que antepone los intereses de su prójimo antes que los suyos propios en todo sentido, siendo el sirviente por excelencia de HaShem para la Torá. El uso del término «justicia», asociado a la conducta del Tzadik, se basa en el concepto de que la generosidad es un acto de entrega pura, que no merece alabanza para quien lo ejecuta. En otras palabras, es un acto de justicia. El anonimato asociado a la generosidad en el judaísmo tiene sus antecedentes en «la cámara de los secretos» del templo de Salomón, lugar donde las personas podían hacer o recibir caridad sin que ninguna supiese de la otra. Actualmente, el programa de reconocimiento «Justo entre las naciones» utiliza el concepto de justicia en el mismo sentido.

## Tipos deTzadik: Tzadikim Nistarim
Que todo se rectifique rápidamente y se dirija al bien. Todo apunta a la rectificación espiritual y una persona tiene que pasar por todo este tipo de lugares para purificarse. Todo el tema contiene muchos problemas ocultos, pero lo más importante es que una persona debe tener una referencia suficientemente fuerte en la que confiar. ¡Qué afortunados somos de tener una base tan sólida como este Tzadik, la fundación del mundo! Sin duda nos rectificará en este mundo y en el próximo
Reb Noson, Alim LiTerufah

Según la tradición judía existen dos tipos de Tzadik: aquellos cuya bondad es pública y aquellos que viven en el anonimato.
Los Tzadikim Nistarim, popularmente conocidos como «los treintaiséis justos»  o lamedvovnik —nombre que encuentra su origen en la gematría, ya que en el alefato la letra ל (lámed) es la letra que representa al número treinta, y ו (vav) la que representa al número seis—, son quienes poseerían un tipo de santidad especial, mayor que la de sus pares «públicos», y que no es aparente, en algunos casos incluso para ellos mismos. En otras ocasiones el Tzadik Nistarim guarda celosamente sus actos de bondad de la vista pública, llegando a aparentar que es una persona ordinaria, o incluso malvada. Este carácter encubierto del Tzadik en el judaísmo se traduce en la enseñanza de que todo hombre debe ser respetado, ya que aunque aparente ser malvado, podría tratarse de una persona de bien en su interior: un Tzadik. En esta línea se encuentra la historia hasidí del Rabí Pinhas de Korets.

## Tradición judía relacionada con la figura delTzadik
Hay ciertas creencias asociadas al concepto del Tzadik. En la tradición judía hay numerosas leyendas que hablan acerca de la bondad del Tzadik y de cómo esta podría atraer la gracia del Creador. Entre ellas se encuentra el relato de Pentakaka (del griego cinco pecados), un proxeneta al que una mujer acudió para prostituirse con el fin de reunir dinero y así liberar a su marido de la cárcel. Pentakaka prefirió vender sus bienes con tal de salvar la dignidad de la mujer. Así, el rabí que relata la historia, cuenta cómo cuando Pentakaka acude a la sinagoga, las rogativas de los fieles para que llueva siempre son oídas.
Otra creencia asociada específicamente a los Tzadikim Nistarim, se refiere a estos como «las piedras fundacionales del mundo», «el sostén del mundo», o lo que es lo mismo, la justificación ante Dios de la existencia del hombre. Ya en el Génesis, en el episodio de la destrucción de Sodoma y Gomorra, se menciona la posibilidad de que la existencia de un determinado número de justos puede evitar una catástrofe:

Y se acercó Abraham y dijo: «¿Destruirás también al justo con el impío? Quizá haya cincuenta justos dentro de la ciudad: ¿destruirás también y no perdonarás al lugar por amor a los cincuenta justos que estén dentro de él? Lejos de ti el hacer tal, que hagas morir al justo con el impío, y que sea el justo tratado como el impío; nunca tal hagas. El Juez de toda la tierra, ¿no ha de hacer lo que es justo?». Entonces respondió Jehová: «Si hallare en Sodoma cincuenta justos dentro de la ciudad, perdonaré a todo este lugar por amor a ellos».
Génesis, capítulo 18 23:27, «sobre la destrucción de Sodoma y Gomorra».

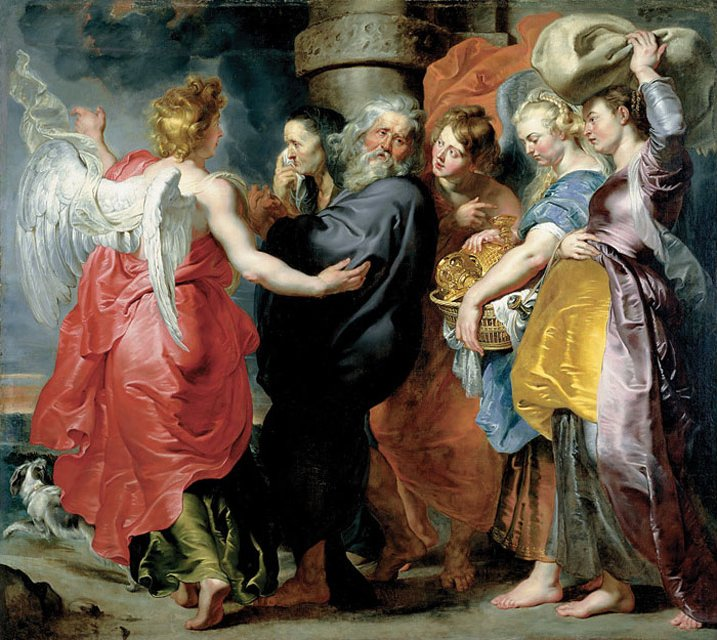
El relato del rescate de Lot de la catástrofe de Sodoma y Gomorra es una fuente de la tradición de los justos

Aunque la principal fuente de esta tradición es el propio Talmud, que explica:

En todo tiempo hay siempre treintaiséis justos sobre la faz de la tierra, cuando ellos desaparezcan el mundo acabará. No se conocen entre ellos y cuando uno de los justos muere es inmediatamente sustituido por otro. Se los representa como extremadamente modestos, humildes e ignorados por el resto de las personas
Sanhedrín 97b, Sucá 45b, «sobre los Tzadikim Nistarim».

.

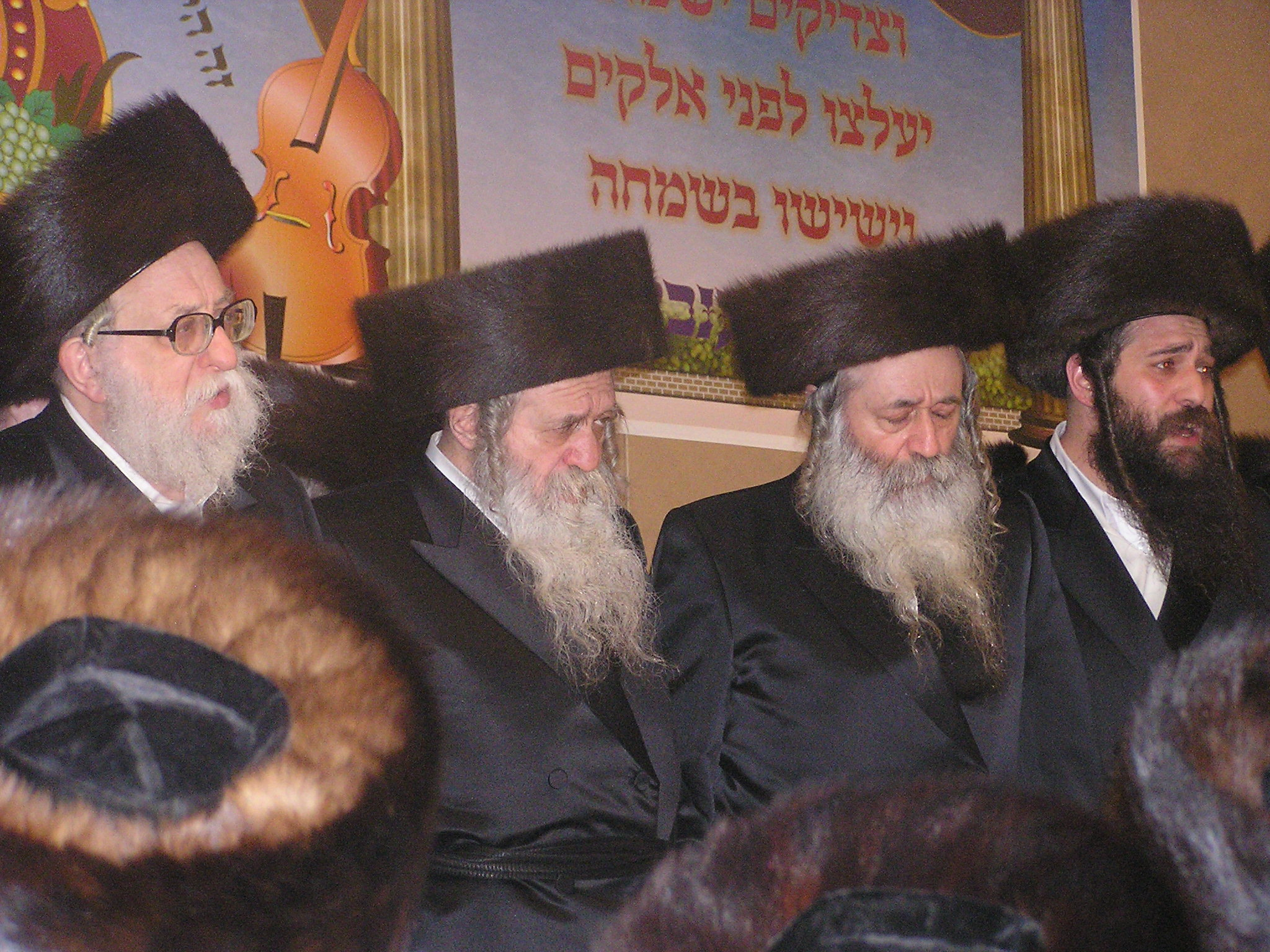
Para la rama del judaísmo denominada hasidismo, los Tzadikim son una figura central, ya que entre ellos se cuenta al mesías

Otra referencia a esta figura religiosa se encuentra en el del Libro de los Proverbios, donde se describe cómo el justo es el hombre cuya vida y obras perdurarán, en contraste con el malvado.

Como pasa el torbellino, así el malo no permanece; mas el justo permanece para siempre.
Proverbios, capítulo 10, versículo 25

La interpretación cabalística de estos textos ha llevado a los judíos a pensar en los Tzadikim como los portadores del Divino Semblante, la Shechinah o reflejo de Dios. Al respecto, se halla el siguiente pasaje del Libro de Isaías:

Abaie dijo: «En el mundo, cada generación no tiene menos de treintaiséis personas justas sobre las cuales la divina Presencia reposa, ya que está dicho: "El Eterno espera para tener piedad de vosotros; por eso, se levanta para tener misericordia de vosotros. Porque el Eterno es ’Elohéh mischpát (Dios de justicia), ¡bienaventurados son todos los que esperan en él!"».
Libro de Isaías, 30:18

Esta idea se relaciona con la del origen de la Creación para la Cábala. Esta se basa en la intención de Dios de contemplarse, cosa que en un principio no le era posible por abarcar toda la existencia. Así, Dios debió de contraer una parte de sí mismo (el tsimtsum) para dar espacio a su propio reflejo, que sería la bondad en la Creación. Dado que los Tzadikim son la encarnación de la bondad, serían ellos por ende el Divino Semblante, y asimismo, la justificación de la existencia de la humanidad.
Finalmente, para algunas ramas del judaísmo, especialmente para el hasidismo, el candidato a Mashiaj, o Moshiaj (hebreo: משיח, el mesías judío) para cada generación, se contaría entre los tzadikim nistarim.